# Trophée d'Europe I masculin de hockey sur gazon des clubs 2022
Navigation
2021 2023
Le Trophée d'Europe I de hockey sur gazon des clubs 2022 est la 45e édition du tournoi secondaire européen de clubs masculins hockey sur gazon organisé par la Fédération européenne de hockey et la deuxième édition depuis qu'il a été rebaptisé du Trophée d'Europe des clubs au Trophée d'Europe I de hockey sur gazon des clubs. Il se tient à Paris, France, du 15 au 18 avril 2022.
Le 1er mars 2022, à la suite de l'invasion russe de l'Ukraine, l'EHF a exclu les clubs russes et biélorusses de toutes les compétitions.

## Équipes
- CA Montrouge
- HC Rotweiss Wettingen
- HC Bohemians Prague
- AD Lousada

## Phase préliminaire

### Poule
| Rang | Équipe                | J | V | N | P | BP | BC | Diff | Pts | Qualification |
| ---- | --------------------- | - | - | - | - | -- | -- | ---- | --- | ------------- |
| 1    | CA Montrouge          | 3 | 3 | 0 | 0 | 15 | 1  | +14  | 15  | Finale        |
| 2    | HC Rotweiss Wettingen | 3 | 2 | 0 | 1 | 13 | 6  | +7   | 10  | Finale        |
| 3    | AD Lousada            | 3 | 0 | 1 | 2 | 4  | 12 | -8   | 2   |               |
| 4    | HC Bohemians Prague   | 3 | 0 | 1 | 2 | 5  | 18 | -13  | 2   |               |

Source: EHF
En cas d'égalité de points de plusieurs équipes à l'issue des matchs de poule, les critères suivants sont appliqués dans l'ordre indiqué pour établir leur classement:
1. Points de chaque équipe,
2. Matchs gagnés,
3. Différence de buts,
4. Buts pour,
5. Plus grand nombre de points obtenus dans les matchs de poule disputés entre les équipes concernées,
6. Buts marqués en plein jeu.

| Match 1             | HC Rotweiss Wettingen                               | 4 - 1   | AD Lousada      |                                         |                                         |
| 15 avril 2022 16h30 | Winkler 20e · Conrad 28e · Messerli 43e · Flück 58e | (2 - 0) | 33e G. Teixeira | Arbitrage : Oliver Tarnoczi Tomáš Holek | Arbitrage : Oliver Tarnoczi Tomáš Holek |
| 15 avril 2022 16h30 | Rapport                                             |         |                 | Arbitrage : Oliver Tarnoczi Tomáš Holek | Arbitrage : Oliver Tarnoczi Tomáš Holek |

| Match 2             | CA Montrouge                                                | 6 - 1   | HC Bohemians Prague |                                                 |                                                 |
| 15 avril 2022 18h45 | Poupée 4e · Bézier-Mercier 16e, 57e · Sellier 17e, 34e, 42e | (3 - 0) | 45e Lalík           | Arbitrage : Lukasz Zwierzchowski Johannes Kodde | Arbitrage : Lukasz Zwierzchowski Johannes Kodde |
| 15 avril 2022 18h45 | Rapport                                                     |         |                     | Arbitrage : Lukasz Zwierzchowski Johannes Kodde | Arbitrage : Lukasz Zwierzchowski Johannes Kodde |

| Match 3             | HC Bohemians Prague           | 3 - 3   | AD Lousada                                  |                                            |                                            |
| 16 avril 2022 14h30 | Kucera 7e · Vohnický 27e, 41e | (2 - 2) | 4e Caramalho · 6e Santos · 42e Ri. Teixeira | Arbitrage : Anatole Platel Oliver Tarnoczi | Arbitrage : Anatole Platel Oliver Tarnoczi |
| 16 avril 2022 14h30 | Rapport                       |         |                                             | Arbitrage : Anatole Platel Oliver Tarnoczi | Arbitrage : Anatole Platel Oliver Tarnoczi |

| Match 4             | CA Montrouge                                | 4 - 0   | HC Rotweiss Wettingen |                                              |                                              |
| 16 avril 2022 16h45 | Poupée 3e · Sellier 25e, 56e · Gaillard 56e | (2 - 0) |                       | Arbitrage : Lukasz Zwierzchowski Tomáš Holek | Arbitrage : Lukasz Zwierzchowski Tomáš Holek |
| 16 avril 2022 16h45 | Rapport                                     |         |                       | Arbitrage : Lukasz Zwierzchowski Tomáš Holek | Arbitrage : Lukasz Zwierzchowski Tomáš Holek |

| Match 5             | HC Rotweiss Wettingen                                                                                       | 9 - 1   | HC Bohemians Prague |                                           |                                           |
| 17 avril 2022 12h30 | Aebi 1e, 17e · Y. Morard 12e, 51e · M. Morard 19e · Pagliara 45e · Fischbach 51e · Conrad 55e · Winkler 58e | (4 - 1) | 8e Stibor           | Arbitrage : Anatole Platel Johannes Kodde | Arbitrage : Anatole Platel Johannes Kodde |
| 17 avril 2022 12h30 | Rapport |         |                     | Arbitrage : Anatole Platel Johannes Kodde | Arbitrage : Anatole Platel Johannes Kodde |

| Match 6             | CA Montrouge                                           | 5 - 0   | AD Lousada |                                              |                                              |
| 17 avril 2022 14h45 | Tanimitsu 12e, 42e, 45e · Montecot 56e · Guarnieri 59e | (1 - 0) |            | Arbitrage : Lukasz Zwierzchowski Tomáš Holek | Arbitrage : Lukasz Zwierzchowski Tomáš Holek |
| 17 avril 2022 14h45 | Rapport                                                |         |            | Arbitrage : Lukasz Zwierzchowski Tomáš Holek | Arbitrage : Lukasz Zwierzchowski Tomáš Holek |

## Phase de classement

### Troisième et quatrième place
| Match 7             | HC Bohemians Prague | 1 - 2   | AD Lousada                    |                                            |                                            |
| 18 avril 2022 10h00 | Vohnický 26e        | (1 - 1) | 6e Almeida · 41e Ri. Teixeira | Arbitrage : Anatole Platel Oliver Tarnoczi | Arbitrage : Anatole Platel Oliver Tarnoczi |
| 18 avril 2022 10h00 | Rapport             |         |                               | Arbitrage : Anatole Platel Oliver Tarnoczi | Arbitrage : Anatole Platel Oliver Tarnoczi |

### Finale
| Match 8             | CA Montrouge    | 2 - 1   | HC Rotweiss Wettingen |                                                 |                                                 |
| 18 avril 2022 12h15 | Poupée 26e, 35e | (1 - 0) | 58e Winkler           | Arbitrage : Lukasz Zwierzchowski Johannes Kodde | Arbitrage : Lukasz Zwierzchowski Johannes Kodde |
| 18 avril 2022 12h15 | Rapport         |         |                       | Arbitrage : Lukasz Zwierzchowski Johannes Kodde | Arbitrage : Lukasz Zwierzchowski Johannes Kodde |

## Classement final
| Rang                       | Équipe                | Résultat      |
| -------------------------- | --------------------- | ------------- |
| Médaille d'or, Europe      | CA Montrouge          | Champion      |
| Médaille d'argent, Europe  | HC Rotweiss Wettingen | Vice-champion |
| Médaille de bronze, Europe | AD Lousada            | Troisième     |
| 4                          | HC Bohemians Prague   | Quatrième     |